# De historia stirpium commentarii insignes
De historia stirpium commentarii insignes (Commentaires remarquables à propos de l'histoire des plantes) est un livre de Leonhart Fuchs sur les plantes médicinales publié à Bâle en 1542. L'ouvrage couvre environ 497 plantes et compte plus de 500 illustrations réalisées en gravure sur bois. Plus de 100 plantes présentées dans ce livre étaient décrites pour la première fois,
De historia stirpium a été illustré par Albrecht Meyer (qui a fait des dessins basés sur les plantes réelles), Heinrich Füllmaurer (qui a transféré les dessins sur bois) et Vitus Rudolph Speckle (qui a coupé les blocs et imprimé les dessins).

## Réception

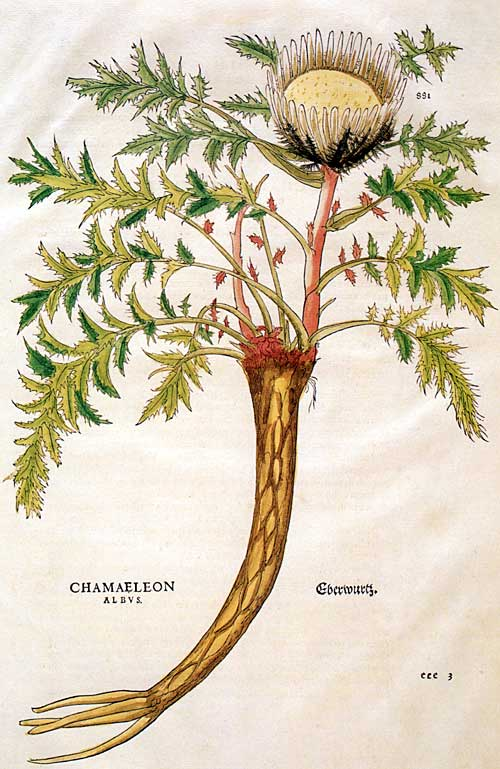
Carlina acaulis, appelée par Fuchs « Chamaeleon albus ».

Le livre a été initialement publié en latin et en grec et rapidement traduit en allemand. Du vivant de Fuchs, le livre a connu 39 impressions en néerlandais, français, allemand, latin et espagnol et 20 ans après sa mort, il a été traduit en anglais.
Selon l'université de Glasgow, ce livre doit être considéré comme une œuvre historique dans son domaine. Chez Stanford University Press, il est considéré comme l'un des meilleurs livres illustrés de tous les temps et comme un chef-d'œuvre de la Renaissance allemande. Il a établi une nouvelle norme de précision et de qualité, en plus d'être la première publication connue de plantes originaire d'Amérique, telles que la courge, le maïs, la rose d'Inde, la pomme de terre et le tabac. Les plantes ont été identifiées en allemand, en grec et en latin et parfois en anglais.